# Wydział Lekarski Uniwersytetu Medycznego im. Karola Marcinkowskiego w Poznaniu
Wydział Lekarski Uniwersytetu Medycznego im. Karola Marcinkowskiego w Poznaniu – jeden z czterech wydziałów Uniwersytetu Medycznego im. Karola Marcinkowskiego w Poznaniu. Jego siedziba znajduje się przy ul. Fredry 10 w Poznaniu.

## Historia
Tradycje kształcenia medycznego w Wielkopolsce związane są z działalnością Wydziału Lekarskiego Poznańskiego Towarzystwa Przyjaciół Nauk. Na utworzenie w Poznaniu uniwersytetu nie zgadzało się państwo pruskie, w którego granicach znalazła się Wielkopolska po rozbiorach. Z tego powodu Towarzystwo było tak ważne dla Polaków, którzy mogli dzięki niemu uprawiać działalność naukową.
To właśnie grono osób skupionych wokół PTPN pod przewodnictwem jego prezesa, Heliodora Święcickiego, wyszło w 1918 roku z koncepcją utworzenia w Poznaniu uniwersytetu.
Od samego początku zabiegał on o powołanie na przyszłej uczelni studiów lekarskich. 5 kwietnia 1919 nadano Heliodorowi Święcickiemu tytuł profesora nadzwyczajnego Wydziału Lekarskiego, który jeszcze formalnie się nie ukonstytuował.
Wydział Lekarski PTPN prowadził od 15 lutego do 29 kwietnia 1919 roku kursy medyczne dla młodzieży chcącej studiować medycynę.
Głównymi przeszkodami w staraniach o zorganizowanie Wydziału Lekarskiego były niedobory kadrowe, brak zaplecza klinicznego oraz wysokie koszty związane z kształceniem lekarzy.
Momentem przełomowym był 25 kwietnia 1920 roku. Tego dnia Senat Uczelni podjął uchwałę o powołaniu na organizatora i pierwszego dziekana Wydziału Adama Wrzoska, powierzając mu jednocześnie stanowisko organizatora i kierownika Katedry Filozofii i Historii Medycyny w charakterze profesora zwyczajnego. 24 lipca 1920 Senat UP zaakceptował koncepcję rozwoju Wydziału Lekarskiego jego autorstwa. 5 września 1920 ukonstytuował się skład Rady Wydziału, która zebrała się na swym pierwszym posiedzeniu w dniu 19 listopada 1920 roku.
W okresie międzywojennym na Wydziale Lekarskim Uniwersytetu Poznańskiego powołano pierwsze w Polsce Katedry: Fizyki Medycznej, Chemii Fizjologicznej, Radiologii, Ortopedii, Teorii Wychowania Fizycznego i Higieny Szkolnej.
W czasie II wojny światowej poznańscy naukowcy brali udział w nauczaniu podziemnym na tajnym Uniwersytecie Ziem Zachodnich oraz na utworzonym w 1941 roku Polskim Wydziale Lekarskim na Uniwersytecie w Edynburgu.
Pierwszym powojennym dziekanem Wydziału Lekarskiego został prof. dr Witold Kapuściński - kierownik Katedry i Kliniki Okulistyki.
1 stycznia 1950 roku utworzono Akademię Lekarską, przemianowaną w marcu 1950 roku na Akademię Medyczną w Poznaniu. Powstała ona na bazie wydzielonych ze struktur Uniwersytetu Poznańskiego, Wydziału Lekarskiego z Oddziałem Stomatologicznym i Studium Wychowania Fizycznego (5 lipca 1950 Studium przekształcono rozporządzeniem Rady Ministrów w Wyższą Szkołę Wychowania Fizycznego) oraz Wydziału Farmaceutycznego.
Istotną zmianą organizacyjną był podział Wydziału Lekarskiego na dwa Wydziały w roku 1992.
W 2019 roku Wydział Lekarski I ponownie zmienił nazwę na Wydział Lekarski.

## Władze
- Dziekan: dr hab. n. med. Maciej Cymerys
- Prodziekan ds. studentów I-II roku: dr hab. n. med. Michał Karlik
- Prodziekan ds. studentów III-IV roku: prof dr. hab. n. med. Barbara Kuźnar-Kamińska
- Prodziekan ds. studentów V-VI roku: prof. dr. hab. Anna Mania
- Prodziekan ds. nauki: dr hab. n. med. Maciej Brązert